# Калинино (Пензенская область)
Калинино — село в Пензенском районе Пензенской области России. Входит в состав Воскресеновского сельсовета.

## География
Расположено на реке Ардым, в 3 км к западу-северо-западу от села Воскресеновка.

## История
Основано как деревня Ардым, Синбухино тож, помещиком Павлом Петровичем Синбугиным до 1719 г. в Завальном стане Пензенского уезда. После постройки около 1730 г. церкви во имя Успения Пресвятой Богородицы — получило также название Успенское.
Постановление ВЦИК от 16.11.1920 г. село Сумбухово переименовано в Калинино

## Население
| 1782 | 1864 | 1877 | 1897 | 1910 | 1926 | 1930 |
| ---- | ---- | ---- | ---- | ---- | ---- | ---- |
| 309  | ↗323 | ↗380 | ↗402 | ↗467 | ↗634 | ↘607 |
| 1939 | 1959 | 1979 | 1989 | 1996 | 2002 | 2010 |
| ↘472 | ↘389 | ↘189 | ↘101 | ↘84  | ↘40  | ↗97  |